# 里波伊县
里波伊縣（英語：Ri-Bhoi District，英語 /rɪ ˈbɔɪ/）是印度東北部梅加拉亞邦的一個縣。面積2,378平方公里，人口在2001至2011年期間增長34.02%，2001年人口192,795，人口密度每平方公里81人。本縣原屬东卡西丘陵县，1992年析置。

## 外部連結
- Ri Bhoi district website （页面存档备份，存于）

25°54′N 91°53′E / 25.900°N 91.883°E